# Trigonometopus brunneicosta
Trigonometopus brunneicosta är en tvåvingeart som beskrevs av Malloch 1927. Trigonometopus brunneicosta ingår i släktet Trigonometopus och familjen lövflugor.
Artens utbredningsområde är Taiwan. Inga underarter finns listade i Catalogue of Life.